# Pachito Alonso y sus Kini Kini
Pachito Alonso (* 6. Januar 1955) ist kubanischer Salsamusiker. 
Er ist der Sohn von Pacho Alonso, in dessen Band einst Ibrahim Ferrer sang. Nach dem frühen Tod seines Vaters 1982 übernahm er dessen Band.
Durch zahlreiche Auftritte, unter anderem bei den Latin Music Awards in Los Angeles, wird er in Kuba als bekanntester und erfolgreichster Salsa-Musiker gefeiert.
Seine Söhne Cristian Alonso Zequeira und Rey Alonso Guerra sind unter anderem Sänger der Band. Auch Sänger José Luis Arango gibt dem ganzen Orchester einen Kuba-Charme.
Als letztes großes Ereignis durften die Kini Kinis sich bei der Show Viva Cuba feiern lassen, die vor allem in München große Erfolge sammelte. Unter anderem übernahm die Tochter Yolena Alonso bei der Show die künstlerische Leitung sowie die Produzentenrolle ein.

## Band
- Leitung und Piano: Pachito Alonso
- Sänger: José Luis Arango, Cristian Alonso, Rey Alonso
- Bass: Lazaro Machado Cachao
- Saxophon: Saul Benancio Valdez Viar
- Keyboards: Jorman Almagro Loy
- Drums und Timbales: Dagoberto Quintana Carbonell
- Congas: Asley Rosell Valera
- Güiro und Chor: Orlando Gutiérrez Ríos
- Trompeten: Juan Carlos Tito Rosas, Maikel Davis Gonzáles
- Posaunen: Reynaldo Reyes Alfonso, Osley Antonio Patridge
- Gitarre: Jorge Milliam Quintana

## Diskographie
- 1983 Por eso estoy parao
- 1985 El negro africano
- 1988 Cuidado con la mora
- 1993 Yo siempre tengo lo que tú necesitas
- 1994 Dame un pedacito de tu amor
- 1996 Una salsa en París
- 1997 ¡Ay! Qué Bueno Está
- 2000 La Habana tiene... (anderer Titel: Traigo, Te Traigo)
- 2003 Llámame cuando tú quieres
- 2004 Cantándole a la vida
- 2007 Se me va la vida
- 2011 Pasarela
- 2019 Llegó mi música